# Grover Furr
Grover Carr Furr III (né le 3 avril 1944) est un écrivain, historien et professeur américain de littérature anglaise médiévale à l'université d'État de Montclair.

## Biographie
Né à Washington, DC, aux États-Unis, Furr est diplômé en 1965 de l'Université McGill à Montréal, avec un BA en anglais. Depuis février 1970, il fait partie du corps professoral de l'université d'État de Montclair dans le New Jersey, où il se spécialise en littérature anglaise médiévale. Furr a écrit de nombreux livres sur l'URSS et la période stalinienne.
Dans ses travaux sur l'Union soviétique il a affirmé que le caractère génocidaire de l'Holodomor était une invention nazie, tout en reconnaissant l'existence d'une « très sérieuse » famine en Ukraine et en URSS ; que le massacre de Katyń n'avait pas été commis par le NKVD soviétique, mais par le Schutzstaffel. Il a également affirmé que les accusés des procès de Moscou (jugés principalement pour collaboration avec les nazis) étaient coupables, que « pas une seule déclaration spécifique » de Khrouchtchev dans son « rapport secret » de février 1956 « ne s'est avérée vraie », que le pacte Molotov-Ribbentrop devait préserver, plutôt que d'attaquer la Pologne, et que l'Union soviétique n'a pas envahi la Deuxième République polonaise.

## Publications
En anglais
- Grover Furr, Khrushchev Lied. The Evidence that Every Revelation of Stalin's (and Beria's) Crimes in Nikita Khrushchev's Infamous Secret Speech to the 20th Party Congress of the Communist Party of the Soviet Union on February 25, 1956, Is Provably False, Kettering, Ohio, Erythros Press and Media, 2011 (ISBN 9780615441054)
- Grover Furr, The Murder of Sergei Kirov: History, Scholarship and the Anti-Stalin Paradigm, Kettering, Ohio, Erythros Press and Media, 2013 (ISBN 9780615802015)
- Grover Furr, Blood Lies: The Evidence that Every Accusation against Joseph Stalin and the Soviet Union in Timothy Snyder's Bloodlands Is False., New York City, New York, Red Star Publishers, 2014 (ISBN 9780692200995)
- Grover Furr, Trotsky's Amalgams. Trotsky's Lies, The Moscow Trials as Evidence, The Dewey Commission. Trotsky's Conspiracies of the 1930s, Volume One, Kettering, Ohio, Erythros Press and Media, 2015 (ISBN 9780692582244)
- Grover Furr, Yezhov vs. Stalin: The Truth About Mass Repressions and the So-Called Great Terror in the USSR, Kettering, Ohio, Erythros Press and Media, 2016 (ISBN 9780692810507)
- Grover Furr, Leon Trotsky's Collaboration with Germany and Japan. Trotsky's Conspiracies of the 1930s, Volume Two, Kettering, Ohio, Erythros Press and Media, 2017 (ISBN 9780692945735)
- Grover Furr, The Fraud of the Dewey Commission, New York City, New York, Red Star Publishers, 2018 (ISBN 9781722702243)
- Grover Furr, The Moscow Trials as Evidence, New York City, New York, Red Star Publishers, 2018 (ISBN 9781722842123)
- Grover Furr, The Mystery of the Katyn Massacre: The Evidence, The Solution, Kettering, Ohio, Erythros Press and Media, 2018 (ISBN 9780692134252)
- Grover Furr, Stalin: Waiting for ... the Truth! Exposing the Falsehoods in Stephen Kotkin's Stalin: Waiting for Hitler, 1929–1941, New York City, New York, Red Star Publishers, 2019 (ISBN 9780578445533)
- Grover Furr, Trotsky's Lies, Kettering, Ohio, Erythros Press and Media, 2019 (ISBN 9780578521046)
- Grover Furr, New Evidence of Trotsky's Conspiracy, Kettering, Ohio, Erythros Press and Media, 2020 (ISBN 9780578649764)

En français
- Grover Furr, Khrouchtchev a menti, Paris, éditions Delga, 2014  (ISBN 978-2-915854-68-8)
- Grover Furr, Le massacre de Katyn: Une réfutation de la version "officielle" ? Nouvelles découvertes sur le site d'un massacre de masse allemand en Ukraine, Paris, éditions Delga, 2015, 75p.  (ISBN 978-2915854886)
- Grover Furr, Les amalgames de Trotsky, Paris, éditions Delga, 2016,  (ISBN 978-2-37607-101-3)
- Grover Furr, Iejov contre Staline, Paris, éditions Delga, 2018  (ISBN 978-2-37607-135-8)
- Grover Furr, L'énigme du massacre de Katyn, Paris, éditions Delga, 2019, 272p.  (ISBN 978-2-37607-177-8)